# Saison 6 de Parks and Recreation
Chronologie
Saison 5 Saison 7
Cet article présente le guide des épisodes de la sixième saison la série télévisée américaine Parks and Recreation.

## Généralités
- La saison a été diffusée du 13 janvier 2014 au 24 avril 2014 par le réseau NBC.
- Au Canada, la série a été diffusée en simultanée sur le réseau Citytv.

## Distribution

### Acteurs principaux
- Amy Poehler (VF : Valérie Nosrée) : Leslie Knope
- Aziz Ansari (VF : Benjamin Gasquet) : Tom Haverford
- Rashida Jones (VF : Anne O'Dolan) : Ann Perkins
- Nick Offerman (VF : Bernard Métraux) : Ron Swanson
- Aubrey Plaza (VF : Alice Taurand) : April Ludgate
- Chris Pratt (VF : Franck Lorrain) : Andy Dwyer
- Adam Scott (VF : Alexandre Gillet) : Ben Wyatt
- Rob Lowe (VF : Bruno Choël) : Chris Treager
- Jim O'Heir (VF : Paul Borne) : Jerry Gergich
- Retta (VF : Coco Noël) : Donna Meagle

### Acteurs récurrents et invités
- Billy Eichner (VF : Emmanuel Garijo) : Craig Middlebrooks
- Henry Winkler (VF : Michel Mella) : Dr. Saperstein
- Peter Serafinowicz (VF : Bernard Gabay) : Lord Edgar Covington
- Kristen Bell (VF : Chloé Berthier) : Ingrid de Forest
- Sam Elliott (VF : Patrick Messe) : Ron Dunn
- Rodney To (VF : Rémi Caillebot) : Typhoon
- Keegan-Michael Key (VF : Daniel Njo Lobé) : Joe
- Michelle Obama : elle-même

## Liste des épisodes

### Épisode 1:Londres, partie 1
- États-Unis /  Canada : 26 septembre 2013 sur NBC[1] / Citytv
- France : 17 octobre 2016 sur Canal+ Séries

- États-Unis : 3,75 millions de téléspectateurs[2] (première diffusion)

### Épisode 2:Londres, partie 2
- États-Unis /  Canada : 26 septembre 2013 sur NBC / Citytv
- France : 17 octobre 2016 sur Canal+ Séries

- États-Unis : 3,27 millions de téléspectateurs[2] (première diffusion)

### Épisode 3:Règlements de compte à Eagleton
- États-Unis /  Canada : 3 octobre 2013 sur NBC / Citytv
- France : 17 octobre 2016 sur Canal+ Séries

- États-Unis : 3,14 millions de téléspectateurs[3] (première diffusion)

### Épisode 4:Les binômes
- États-Unis /  Canada : 10 octobre 2013 sur NBC / Citytv
- France : 17 octobre 2016 sur Canal+ Séries

- États-Unis : 3,23 millions de téléspectateurs[4] (première diffusion)

### Épisode 5:Audiences
- États-Unis /  Canada : 17 octobre 2013 sur NBC / Citytv
- France : 17 octobre 2016 sur Canal+ Séries

- États-Unis : 3,27 millions de téléspectateurs[5] (première diffusion)

- Tatiana Maslany

### Épisode 6:L'anniversaire de Ben
- États-Unis /  Canada : 14 novembre 2013 sur NBC / Citytv
- France : 24 octobre 2016 sur Canal+ Séries

- États-Unis : 3,03 millions de téléspectateurs[6] (première diffusion)

### Épisode 7:Dégringolade
- États-Unis /  Canada : 14 novembre 2013 sur NBC / Citytv
- France : 24 octobre 2016 sur Canal+ Séries

- États-Unis : 3,03 millions de téléspectateurs[6] (première diffusion)

### Épisode 8:Caries contre Fluor
- États-Unis /  Canada : 21 novembre 2013 sur NBC / Citytv
- France : 24 octobre 2016 sur Canal+ Séries

- États-Unis : 2,81 millions de téléspectateurs[7] (première diffusion)

### Épisode 9:Une journée avec Jamm
- États-Unis /  Canada : 21 novembre 2013 sur NBC / Citytv
- France : 24 octobre 2016 sur Canal+ Séries

- États-Unis : 2,81 millions de téléspectateurs[7] (première diffusion)

### Épisode 10:Nouveau Départ
- États-Unis /  Canada : 9 janvier 2014 sur NBC / Citytv
- France : 24 octobre 2016 sur Canal+ Séries

- États-Unis : 3,43 millions de téléspectateurs[8] (première diffusion)

### Épisode 11:Doutes et remaniements
- États-Unis /  Canada : 16 janvier 2014 sur NBC / Citytv
- France : 31 octobre 2016 sur Canal+ Séries

- États-Unis : 3,05 millions de téléspectateurs[9] (première diffusion)

### Épisode 12:Sexy blettes
- États-Unis /  Canada : 23 janvier 2014 sur NBC / Citytv
- France : 31 octobre 2016 sur Canal+ Séries

- États-Unis : 2,98 millions de téléspectateurs[10] (première diffusion)

### Épisode 13:Ann et Chris
- États-Unis /  Canada : 30 janvier 2014 sur NBC / Citytv
- France : 31 octobre 2016 sur Canal+ Séries

- États-Unis : 3,03 millions de téléspectateurs[11] (première diffusion)

### Épisode 14:Une fusion difficile
- États-Unis /  Canada : 27 février 2014 sur NBC / Citytv
- France : 31 octobre 2016 sur Canal+ Séries

- États-Unis : 2,52 millions de téléspectateurs[12] (première diffusion)

### Épisode 15:Le mur
- États-Unis /  Canada : 6 mars 2014 sur NBC / Citytv
- France : 31 octobre 2016 sur Canal+ Séries

- États-Unis : 2,95 millions de téléspectateurs[13] (première diffusion)

### Épisode 16:Le nouveau slogan
- États-Unis /  Canada : 13 mars 2014 sur NBC / Citytv
- France : 31 octobre 2016 sur Canal+ Séries

- États-Unis : 2,72 millions de téléspectateurs[14] (première diffusion)

### Épisode 17:La nouvelle meilleure amie
- États-Unis /  Canada : 20 mars 2014 sur NBC / Citytv
- France : 7 novembre 2016 sur Canal+ Séries

- États-Unis : 3,05 millions de téléspectateurs[15] (première diffusion)

### Épisode 18:Retour au lycée
- États-Unis /  Canada : 3 avril 2014 sur NBC / Citytv
- France : 7 novembre 2016 sur Canal+ Séries

- États-Unis : 2,67 millions de téléspectateurs[16] (première diffusion)

### Épisode 19:La grippe
- États-Unis /  Canada : 10 avril 2014 sur NBC / Citytv
- France : 7 novembre 2016 sur Canal+ Séries

- États-Unis : 2,56 millions de téléspectateurs[17] (première diffusion)

### Épisode 20:Le secret d'Andy
- États-Unis /  Canada : 17 avril 2014 sur NBC / Citytv
- France : 7 novembre 2016 sur Canal+ Séries

- États-Unis : 2,39 millions de téléspectateurs[18] (première diffusion)

### Épisode 21:Le concert de la réconciliation, partie 1
- États-Unis /  Canada : 24 avril 2014 sur NBC[19] / Citytv
- France : 7 novembre 2016 sur Canal+ Séries

- États-Unis : 2,71 millions de téléspectateurs[20] (première diffusion)

- Michelle Obama (elle-même)

### Épisode 22:Le concert de la réconciliation, partie 2
- États-Unis /  Canada : 24 avril 2014 sur NBC[19] / Citytv
- France : 7 novembre 2016 sur Canal+ Séries

- États-Unis : 2,71 millions de téléspectateurs[20] (première diffusion)

- Jon Hamm